# 마에다 겐이
마에다 겐이(일본어: 前田玄以, 덴분 8년(1539년) ~ 게이초 7년 음력 5월 20일(1602년 7월 9일))는 센고쿠 시대로부터 아즈치 모모야마 시대까지의 승려, 무장, 다이묘이다. 도요토미 정권의 오봉행 중 한 명이다.

## 생애
덴분 8년(1539년), 미노국에서 태어난다.「간세이 시게히데 제가보」에 의하면, 마에다씨는, 가가번주 마에다씨와 같이 스가와라씨의 일족으로서 수록되어 있지만, 후지와라 도시히토의 후예로서 사이토씨 지류인 계기가 미노 안하치군 마에다에 살아 마에다 씨를 칭했다고 한다.
젊은 시절에는 미노승으로 선승 혹은 히에이산의 승려라고도 한다(<번한보>). 또 오와리 고마쓰바라사의 주지였다고도 한다(<무공잡기>).
후에 오다 노부나가에게 초빙되어 신하로 참가하여 노부나가의 명령으로 그 적남 오다 노부타다의 가신이 되다.
덴쇼 10년(1582년) 6월, 혼노지의 변 때에는 노부타다와 함께 니조 신어소에 있었으나, 노부타다의 명으로 도망쳐 적남 산보시를 미노 기후성에서 오와리 기요스성으로 옮겼다.
덴쇼 11년(1583년), 노부나가의 차남 노부카쓰를 섬겨 노부카쓰로부터 교토쇼지대로 임명받았다.
덴쇼 12년(1584년) 하시바 히데요시의 세력이 교토에 신장하자 히데요시의 가신으로 모시게 된다.
분로쿠 4년(1595년) 히데요시로부터 5만 석을 부여받아 단바 가메야마성주가 되었다.
도요토미 정권에서는 교토 쇼시다이로 조정과의 교섭역을 맡았으며, 덴쇼 16년(1588년) 고양성 천황의 취락다이행차에서 봉행으로 활약했다. 또 사찰 관리와 낙중낙외의 민정도 맡아 그리스도탄을 탄압했지만, 후년에는 기독교에 이해를 나타내고 유화정책도 취하고 있다. 게이초 3년(1598년), 히데요시의 명령으로 도요토미 정권하의 오봉행 중 한 명으로 임명되었다.
가모 우지사토가 병이 났을 때 히데요시는 9명의 파수꾼에 의한 윤번 진료를 명령했다. 이 구조의 운영은 현이저택에서 나오고 있다. 겐이가 검사로 입회하고 있으며 진료 경과는 일일이 히데요시에게 보고되었다.
히데요시 사후는 도요토미 정권 하의 내부 항쟁의 진정에 진력해, 도쿠가와 이에야스의 아이즈 정벌에 반대했다.
게이초 5년(1600년), 이시다 미쓰나리가 오사카에서 거병하자 서군에 가담, 이에야스 토벌의 탄핵장에 서명했지만, 한편으로 이에야스에게 미쓰나리의 거병을 알리는 등 내통 행위도 행했다. 또 도요토미 히데요리의 후견인을 자청해 오사카에 남아 병을 이유로 끝내 출진하지 않았다. 이러한 활동으로 세키가하라 전투 후에는 단바 가메야마의 본령이 안도되고 그 초대 번주가 되었다.
게이초 7년(1602년) 5월 20일, 사망했다.
맏아들 히데모치는 전년도에 일찍 세상을 떠났기 때문에 셋째 아들 시게카쓰가 그 뒤를 이었다.

## 인물·일화
오다 노부나가·도요토미 히데요시 휘하 중에서는 어느 정도이나, 교토의 공가(公家)·제나라사(諸寺)와의 관계를 갖는 몇 안 되는 인물로 간주되었으며, 이러한 요소에도 쇼지(所司) 대 기용의 이유가 있었다.
과거 승려였던 관계로 인해 당초 그리스도를 탄압했으나 훗날에는 이해를 표시해 히데요시가 바테렌 추방령을 내린 뒤인 분로쿠(1593년) 비밀리에 교토에서 그리스도를 보호하고 있다. 또 포르투갈의 인도 총독과도 그리스도 관계로 교섭한 적이 있었던 것으로 알려졌다. 덧붙여 아들 2명은 기리시탄으로 되어 있다. 또 승려 출신이기 때문에 불승의 불행상을 목격한 적이 많은 듯 그들을 강하게 비난했다.

## 참고 문헌
- 미즈노 로쿠지로「마에다 겐이와 고마쓰지」『향토문화』8권 3호, 나고야 향토문화회, 1953년.(水野録治郎「前田玄以と小松寺」『郷土文化』8巻3号、名古屋郷土文化会、1953年。)
- 엔도오타마키 사라진 마에다 겐이 야마모토 히로후미 호리 신 ; 소네 유우지 편 『거짓된 히데요시 상을 쳐부수다』 가시와쇼보 2013년.(遠藤珠紀 「消えた前田玄以」、山本博文; 堀新; 曽根勇二編 『偽りの秀吉像を打ち壊す』 柏書房、2013年。)
- 야베 겐타로 마에다 겐이의 호칭과 혈판 기청문-「민부경 법인」에서「토쿠젠인 승정」으로-」, 야마모토 히로후미; 호리싱(해자) 도요토미 정권의 정체 가시와쇼보 2014년.(矢部健太郎 「前田玄以の呼称と血判起請文―「民部卿法印」から「徳善院僧正」へ―」、山本博文; 堀新; 曽根勇二編 『豊臣政権の正体』 柏書房、2014年。)